# Meli Perea

## Meli Perea
Nombre artístico de Melissa Carballido Perea, cantante colombiana nacida en Bogotá y de ascendencia proveniente de las riberas del río Magdalena. 
Meli Perea es una artista afrolatina que fusiona sonidos tradicionales de Colombia con electrónica contemporánea, con una estética sonora fresca y bailable, una narrativa cargada de sentido y una presencia escénica inmersiva. Su propuesta invita al oyente a explorar nuevas sonoridades y a vivir la música como un espacio de conexión profunda consigo mismo, con los otros y con las raíces. No busca seguir modelos ni apariencias, sino poner voz a lo que percibe como real, humano y transformador. 

### Trayectoria
Empezó explorado su singularidad y desarrollado un estilo propio a través de la práctica del freestyle en las calles bogotanas, más adelante, mediante el acercamiento al folclor del Caribe colombiano descubrió ritmos y melodías que marcaron punto de inflexión en su camino como artista. La experiencia derivada de los proyectos musicales con los que ha compartido como  “Suákata” (reseña), en particular, le aportaron un crecimiento como cantante, compositora y letrista, así como de asumir el rol front-woman dejando huella en diversos escenarios en Colombia, República Checa, Alemania y España. Actualmente sigue su trayectoria como cantante solista, bajo el nombre Meli Perea. 

### Discografía
- "Prisma" (Guspira Records, 2023)
- Aguareré ft Mangle (Single, 2021)
- Pal Rio ft Mangle (Single, 2021)
- Si me voy (Single, 2020)
- Suakata (EP, 2018)

### Referencias

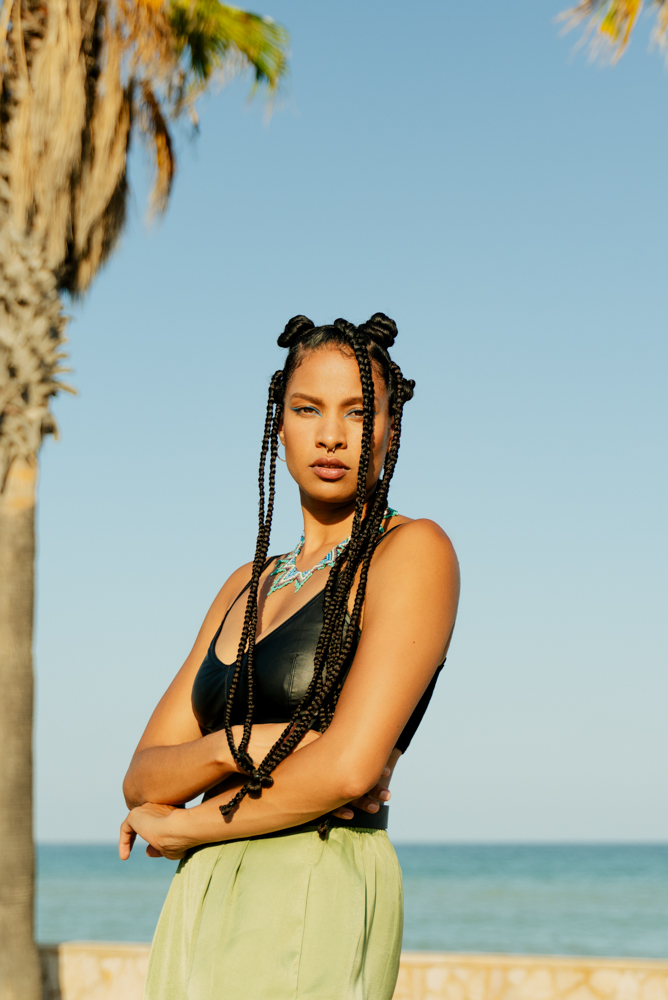
Meli Perea, 2025